# Gravedad semiclásica
La gravedad semiclásica es un tipo de aproximación a la gravedad cuántica en la que se tratan los campos de materia como cuánticos y el campo gravitatorio como clásico.
En la gravedad semiclásica, la materia está representada por campos de materia cuántica que se propagan de acuerdo con la teoría de campos cuánticos en espacio-tiempo curvo. El espacio-tiempo en el que se propagan los campos es clásico pero dinámico. La curvatura del espacio-tiempo viene dada por las ecuaciones semiclásicas de Einstein, que relacionan la curvatura del espacio-tiempo, dada por el tensor de Einstein {\displaystyle G_{\mu \nu }}, con el valor esperado del operador  tensor de energía-momento, {\displaystyle T_{\mu \nu }}, de los campos de materia:

{\displaystyle G_{\mu \nu }={\frac {8\pi G}{c^{4}}}\left\langle {\hat {T}}_{\mu \nu }\right\rangle _{\psi }}

donde G es la constante gravitacional y {\displaystyle \psi } indica el estado cuántico de los campos de materia.

## Tensor energía-impuslo
En gravedad semiclásica existe cierta ambigüedad en la forma correcta del tensor energía-impulso, y esto se debe a la curvatura. Esta ambigüedad puede ser "absorbida" por la constante cosmológica, la constante gravitacional o los acoplamientos cuadradrácticos
{\displaystyle \int d^{d}x\,{\sqrt {-g}}R^{2}} y {\displaystyle \int d^{d}x\,{\sqrt {-g}}R^{\mu \nu }R_{\mu \nu }}
También, hay otro término cuadrático:
{\displaystyle \int d^{d}x\,{\sqrt {-g}}R^{\mu \nu \rho \sigma }R_{\mu \nu \rho \sigma }}
pero (en 4 dimensiones) este término es una combinación lineal de los otros dos términos y un término de superficie, ver Gravedad de Gauss-Bonnet para más detalles.
Dado que la teoría de la gravedad cuántica aún no se conoce, es difícil decir hasta qué punto tienen validez las predicciones de la gravedad semiclásica. Sin embargo, se puede demostrar formalmente que la gravedad semiclásica podría deducirse de la gravedad cuántica considerando las copias N de los campos de materia cuántica, y tomando el límite de N yendo al infinito mientras se mantiene el producto GN constante. A nivel diagramático, la gravedad semiclásica corresponde a sumar todos los diagramas de Feynman que no tienen bucles de gravitones (pero sí tienen un número arbitrario de bucles de materia). La gravedad semiclásica también se puede deducir de un enfoque axiomático.

## Estado experimental
Hay casos en los que la gravedad semiclásica da lugar a predicciones fallidas. Por ejemplo, si M es una masa enorme, entonces la superposición
{\displaystyle {\frac {1}{\sqrt {2}}}\left(\left|M{\text{ situado en }}A\right\rangle +\left|M{\text{ situado en }}B\right\rangle \right)}
donde A y B están ampliamente separados, entonces el valor de expectativa del tensor tensión-energía es M/2 en A y M/2 en B, pero nunca observaríamos la métrica obtenida por tal distribución. En su lugar, se produe decoherencia cuántica hacia un estado con la métrica obtenida en A y otro en B con una probabilidad del 50% cada uno.

## Aplicaciones
Las aplicaciones más importantes de la gravedad semiclásica son comprender la radiación de Hawking de los agujeros negros y la generación de perturbaciones aleatorias distribuidas gaussianas en la teoría de inflación cósmica, que se cree que ocurre al comienzo del big bang.